# Witalij Dunajcew
Witalij Władimirowicz Dunajcew (ros. Виталий Владимирович Дунайцев, ur. 12 kwietnia 1992 w Kustanaju) – rosyjski bokser.
W 2008 został mistrzem Europy juniorów.
W 2014 roku wygrał Memoriał Feliksa Stamma. W 2015 roku został mistrzem Europy i świata. W 2016 został brązowym medalistą olimpijskim w wadze do 64 kg.
Mistrz Rosji z 2013 i 2014 roku.
Trenowany przez N.N. Bułgakowa.